# Семянов, Александр Васильевич
Александр Васильевич Семянов (26 января 1976) — российский футболист, полузащитник.
Воспитанник СДЮШОР «Машук» Пятигорск. В 1993—1996 годах за дубль ЦСКА во второй и третьей лигах провёл 88 матчей, забил 13 голов. В 1996 году сыграл 19 матчей, забил 6 голов за «Кристалл» Дятьково. В 1998 и 2000—2001 годах в первом дивизионе в составе клуба «Газовик-Газпром» Ижевск провёл 70 игр, забил 6 голов. В 1999 году играл в белорусской команде «Славия» Мозырь. Провёл семь матчей в чемпионате, пять — в фарм-клубе «Мозырь» во второй лиге. В 2002 году выступал в первенстве КФК за клуб «Шатура».